# Christof Römer
Christof Römer (* 18. Juli 1936 in Lübeck; † 17. Mai 2017) war ein deutscher Landeshistoriker.

## Leben
Nach dem Studium an der Universität Hamburg und der Freien Universität Berlin wurde Christof Römer 1964 wissenschaftlicher Assistent an der Berliner Pädagogischen Hochschule. Im Jahre 1970 wurde er promoviert mit der in Göttingen publizierten Dissertation Das Kloster Berge bei Magdeburg und seine Dörfer 968–1565. Ein Beitrag zur Geschichte des Erzstiftes Magdeburg über das bei Magdeburg gelegene Kloster Berge. Ab 1974 war Christof Römer am Braunschweigischen Landesmuseum Oberkustos für die Abteilung Landesgeschichte. 2001 ging er in den Ruhestand.
Im Jahre 1991 erfolgte seine Ernennung zum Vizepräsidenten des Mitteldeutschen Kulturrats, als solcher war er u. a. für die Herausgabe des Mitteldeutschen Jahrbuchs zuständig. Er war Mitglied des Harz-Vereins für Geschichte und Altertumskunde und gab ab 1991 die Harz-Zeitschrift und ab 1999 die Harz-Forschungen heraus. 1996 wurde er zum Vorsitzenden des Harz-Vereins gewählt. Dieses Amt und die Redaktion der Harz-Zeitschrift hatte er bis 2011 inne. Danach wurde er zum Ehrenmitglied und später auch zum Ehrenvorsitzenden des Harz-Vereins gewählt. Er lebte in Braunschweig.

## Veröffentlichungen (Auswahl)
Christof Römer wurde bekannt durch eine Vielzahl von Publikationen zur Geschichte des Harzes, Niedersachsens und Sachsen-Anhalts sowie zur Geschichte der Benediktinischen Mönchsklöster in Mecklenburg-Vorpommern, Sachsen-Anhalt, Thüringen und Sachsen. Zu seinen Hauptwerken zählen u. a.:
- mit Ute Römer-Johannsen: 800 Jahre St. Aegidien. Liebfrauenmünster der Katholischen Propsteigemeinde St. Nicolai zu Braunschweig  (= Veröffentlichungen des Braunschweigischen Landesmuseums. 22, ISSN 0174-660X). Katholische Propsteipfarramt St. Nicolai, Braunschweig 1979.
- Braunschweig. Teil I in: Thomas Klein (Hrsg.): Grundriß zur deutschen Verwaltungsgeschichte 1815–1945. Reihe B, Band 16: Mitteldeutschland (Kleinere Länder). Johann-Gottfried-Herder-Institut, Marburg (Lahn) 1981, ISBN 3-87969-131-2, S. 1–92.
- Der Braunschweiger Löwe. Welfisches Wappentier und Denkmal (= Veröffentlichungen des Braunschweigischen Landesmuseums. 32). Braunschweigisches Landesmuseum, Braunschweig 1982.
- Schöningen – die östliche Residenzstadt des Fürstentums Braunschweig-Wolfenbüttel (= Beiträge zur Geschichte des Landkreises und der ehemaligen Universität Helmstedt. 5, ISSN 0175-4610). Landkreis Helmstedt, Helmstedt 1982.
- als Redakteur: Das Zisterzienserkloster Mariental bei Helmstedt. 1138–1988. Deutscher Kunstverlag, München 1988, ISBN 3-422-06022-7.
- als Herausgeber: Grafschaft und Fürstentum Blankenburg in Mittelalter und früher Neuzeit (= Harz-Zeitschrift. Bd. 45, Tl. 1, ISSN 0073-0882). Harz-Verein für Geschichte und Altertumskunde, Braunschweig 1993.
- Aufklärung im Lande Braunschweig. Facetten und Phasen 1735–1789 (1991). In: Rainer Riemenschneider (Hrsg.): Bilder einer Revolution. Die französische Revolution in den Geschichtsschulbüchern der Welt (= Studien zur internationalen Schulbuchforschung. 78). Diesterweg u. a., Frankfurt am Main u. a. 1994, ISBN 3-88304-278-1, S. 629–639.
- St. Liudger in Helmstedt. Benediktinerkloster und katholische Pfarrkirche. = St. Ludgeri Helmstedt (= Große Baudenkmäler. 329, ISSN 2365-1849). Deutscher Kunstverlag, München u. a. 1980.
- als Herausgeber: Anhaltischer Harz. Profile und Kultur einer historischen Landschaft vom Hochmittelalter bis zum 19. Jahrhundert (= Harz-Forschungen. 12, ZDB-ID 2010358-X). Harz-Verein für Geschichte und Altertumskunde u. a., Wernigerode u. a. 2000.
- als Herausgeber: Evangelische Landeskirchen der Harzterritorien in der frühen Neuzeit (= Harz-Forschungen. 15). Lukas-Verlag, Berlin 2003, ISBN 3-931836-78-9.
- Die Grafen von Regenstein-Blankenburg als Stand des Reiches und des Niedersächsischen Reichskreises. In: Heinz A. Behrens (Hrsg.): Zwischen Herrschaftsanspruch und Schuldendienst. Beiträge zur Geschichte der Grafschaft Regenstein. Bussert & Stadeler, Jena u. a. 2004, ISBN 3-932906-48-9, S. 73–90.
- Alexandri, Caspar, Dr. jur. In: Horst-Rüdiger Jarck, Dieter Lent u. a. (Hrsg.): Braunschweigisches Biographisches Lexikon. 8. bis 18. Jahrhundert. hrsg. im Auftrag der Braunschweigischen Landschaft e. V. Appelhans Verlag, Braunschweig 2006, ISBN 3-937664-46-7, S. 37.
- Von der „Scholastik“ zur Aufklärung. Wissenschaftskultur im Benediktinerkloster St. Peter zu Erfurt 1661–1803. Erich Donnert (Hrsg.): Europa in der Frühen Neuzeit. Festschrift für Günter Mühlpfordt. Band 7. Böhlau, Köln u. a. 2008, ISBN 978-3-412-10702-4, S. 153–167.
- mit Monika Lücke: Die Mönchsklöster der Benediktiner in Mecklenburg-Vorpommern, Sachsen-Anhalt, Thüringen und Sachsen (= Germania Benedictina. 10, 1–2). 2 Bände. EOS, St. Ottilien 2012, ISBN 978-3-8306-7571-6.
  - Huysburg. Geschichtlicher Überblick. Band 1. S. 627–648.
- Anfang in Halberstadt, nicht in Osterwieck – Zur Erfindung einer Gründungsgeschichte des Bistums. In: Harz-Zeitschrift. Bd. 67, 2015, S. 13–26 (eingeschränkte Vorschau in der Google-Buchsuche).